# (15039) 1998 WN16
A (15039) 1998 WN16 a Naprendszer kisbolygóövében található aszteroida. A LINEAR projekt keretében fedezték fel 1998. november 21-én.